# Tetramerium scorpioides
Tetramerium scorpioides là một loài thực vật có hoa trong họ Ô rô. Loài này được (L.) Hemsl. miêu tả khoa học đầu tiên năm 1882.